# The Whirlwind Girl
The Whirlwind Girl (chinês: 旋风少女) é uma série de televisão chinesa de 2015 baseada no romance de mesmo nome escrito por Ming Xiaoxi. Foi ao ar na Hunan TV de 7 de julho a 26 de agosto de 2015.

## Sinopse
A história conta a jornada de Qi Baicao (Hu Bingqing) que tem um carinho por Yuanwudao (um esporte de artes marciais) desde pequena. Depois que seus pais morreram em um acidente de incêndio, Bai Cao é adotada e criada por Qu Xiangnan, o ex-campeão mundial de Yuanwudao, cujas habilidades e reputação foram difamadas por seus rivais. Honesta, justa e determinada a ter sucesso, Bai Cao gradualmente se transforma de uma "erva daninha" em uma atleta profissional de Yuanwudao, lutando para chegar ao topo e reivindicando a inocência de seu professor. Ao longo do caminho, ela encontra amigos como seu estoico e altruísta sênior Ruo Bai (Yang Yang), o médico caloroso e atencioso, mas misteriosamente isolado Yu Chuyuan (Bai Jingting), e o paquerador e brincalhão Fang Tinghao (Chen Xiang). Com uma agenda oculta, bem como rivais como Fang Tingyi (Zhao Yuannuan).

## Elenco

### Principal
- Hu Bingqing como Qi Baicao — Uma garota honesta, humilde e trabalhadora que ama Yuanwudao desde jovem. Seus pais morreram em um acidente de incêndio e ela foi acolhida por seu professor que ela sempre apoia e acredita. Embora ela não tenha nenhum treinamento formal ou experiência, ela inicialmente começa a competir em competições para SongBai como faixa branca e continua trabalhando seu caminho para o topo com determinação, tornando-se uma jogadora excepcional e destacada na comunidade feminina de Yuanwudao, ganhando o título de "The Whirlwind Girl".
- Yang Yang como Ruo Bai — Ele é o sênior de BaiCao em Song Bai com quem ela treina. Com a ajuda dele, BaiCao chega ao topo. Ele é mostrado para ser estoico e frio com um coração bondoso escondido. Ele percebe o enorme potencial do BaiCao. Ele se apaixona profundamente por BaiCao desde o início e está disposto a fazer qualquer coisa para ajudá-la a realizar seus sonhos, mas ele guarda seus sentimentos para si mesmo. Baicao inicialmente o vê como seu amigo e mentor e é completamente alheio aos seus sentimentos por ela. Mas, no final, ela percebe mais tarde que ele é quem é importante em seu coração.
- Chen Xiang como Fang Tinghao — Um campeão internacional de Yuanwudao e o atual jogador número um, que inicialmente se mostra arrogante e paquerador, mas tem um coração gentil. Ele desenvolve um interesse em BaiCao após conhecê-la pela primeira vez e admira suas habilidades em Yuanwudao. Ele logo se apaixona profundamente por ela e fica com ciúmes sempre que a vê com outra pessoa. No entanto, Baicao só o vê como um amigo importante e o respeita como um veterano.
- Zhao Yuannuan como Fang Tingyi — Ela é irmã de Tinghao. Uma garota vaidosa e arrogante, ela é uma campeã de Yuanwudao e é considerada a "Deusa da Lua", uma superestrela do mundo Yuanwudao devido a seus talentos e bela aparência. Ela gosta de Chuyuan e tem ciúmes de seu amor por Baicao. No entanto, ela mais tarde percebe seus erros e incentiva Baicao a não desistir e continuar lutando por SongBai. Fang Tingyi e Qi Baicao são como dois lados da mesma moeda. Ambos são humilhados um pelo outro. Quando Baicao perdeu para Tingyi, ela percebe que sua força sozinha não iria ajudá-la e que não há atalho para o trabalho duro, não importa quanto tempo leve, então ela é humilhada por Tingyi. Tingyi também se sente humilhada por Baicao quando percebe que sua arrogância não vai levá-la a lugar nenhum e que não deveria. Não importa se Baicao atinge seu nível porque ela não pratica Yuanwudao apenas para continuar derrotando Baicao, mas prática porque ama o esporte. Ela também é a única pessoa além de En-Xiu que não foi derrotada por Baicao.
- Bai Jingting como Yu Chuyuan — Um ex-campeão no mundo de Yuanwudao que era o número um. Ele deixou Yuanwudao há 4 anos e agora é um jovem médico. Ele é uma pessoa humilde e calma e também se apaixona por BaiCao. Baicao gosta um pouco dele inicialmente, mas depois percebe que ela só o vê como seu irmão mais velho e amigo íntimo. A razão pela qual ele deixou o esporte é revelada mais tarde.
- Ji Chang-wook como Chang An (2.ª Temporada) — O mestre de treinamento original do Yun Feng Hall. Uma pessoa de coração frio inicialmente, ele era o mestre Yuanwudao mais jovem e o jogador excepcional mais jovem. Ele foi traído por seu amigo próximo em Yun Feng e expulso devido a uma lesão na perna devido à qual ele não pode mais competir em partidas. Ele então se torna o treinador de Song Bai e treina BaiCao ele poder usá-la para seu plano de vingança devido a suas habilidades habilidosas, mas acaba se apaixonando por ela.

### Centro Song Bai Yuanwudao
- Leo Wu como Hu Yifeng

Companheiro de dormitório de Ruo Bai. Ele parece ser preguiçoso, mas é muito talentoso. Ele muitas vezes briga com Xiaoying, e depois se apaixona por ela. Ele é um bom amigo de Baicao.
- Tan Songyun como Fan Xiaoying

O melhor amigo de Baicao; que sempre apoia o Baicao em momentos de necessidade. Ela é uma garota alegre e brincalhona. Ela gosta de Ruo Bai inicialmente, mas depois se apaixona por Yifeng, com quem costuma brigar.
- Li Ze como Wu Xiuda: Ele inicialmente não gostava de Baicao, mas logo vem apoiá-la e se torna um de seus amigos íntimos. É sugerido que ele desenvolveu uma queda por Baicao.
- Yu Haoyang como Wu Xiuqin: Ela também não gostou de Baicao no início. Baicao tinha habilidades fortes, por isso ela estava preocupada de que Baicao pudesse tomar seu lugar, mas quando Baicao a aplaude e a apoia durante uma partida, ela passa a gostar de Baicao e a apoia.

Qie Lutong como Song Pingping: Ela estava cética sobre Baicao vir para SongBai inicialmente, mas logo se torna sua amiga íntima.
- Li Ji como Yin Yin: Ela também estava cética sobre Baicao vir para SongBai inicialmente, mas logo se torna sua amiga íntima.
- Gao Guangze como Yang Rui: Ele também não gostou da ideia de Baicao estar no SongBai, mas depois ele se torna seu amigo íntimo.
- Li Qiang como Mestre Yu: Mestre do Centro Song Bai Yuanwudao e pai adotivo de Chuyuan. Ele é uma pessoa de bom coração e aceita Baicao como aluno de SongBai a pedido de seu mestre.

### Centro Quan Sheng Yuanwudao
- Vincent Chiao como Qu Xiangnan

O ex-campeão mundial de Yuanwudao; Mestre de Baicao e pai de Guangya. Ele começou a cuidar de Baicao durante sua infância depois que seus pais morreram em um acidente de incêndio. Devido a um incidente em que ele foi acusado de usar drogas, ele foi banido da indústria Yuanwudao. Ninguém acredita em sua inocência, exceto Baicao, que o vê como seu pai e está disposto a tudo para defender sua honra.
- Yu Tinger como Qu Guangya

A filha de Qu Xiangnan. Ela parece ser fria, mas, na verdade, é muito gentil. Ela é amiga de infância de Baicao e cuida dela profundamente.
- Feng Peng como Zheng Yuanhai

Atual Mestre do Centro Quan Sheng Yuanwudao.
Este drama é altamente recomendado.

### Centro Xian Wu Yuanwudao
- Yang Tailang como Shen Bo: Ele é amigo íntimo de Ting Hao e geralmente serve como informativo durante as competições de Baicao. Ele também costuma conversar com Ting Hao sobre o amor de Ting Hao por Baicao e o apoia.
- Wang Deshun como Mestre Wan

Mestre do Xian Wu Taekwondo Center e avô materno dos irmãos Fang.
- Shi Xiaoqun como Shen Ning

Um talentoso treinador de Yuanwudao, que é o modelo de muitas alunas. Ela também é tia de Guangya. Ela acredita que Qu Xiangnan (o marido de sua falecida irmã) tomou estimulantes para trair e, como resultado, sua irmã morreu do choque. Como resultado, ela não gosta de Baicao inicialmente porque Baicao considera Qu Xiangnan como seu mestre. No entanto, ela se surpreende com as habilidades de Baicao e passa a apreciá-la.

### Centro Chang Hai Yuanwudao
- Jiang Yiyi como Kim Min-joo

Um estudante Yuanwudao da Coreia do Sul, que é franco e adorável. Devido à rivalidade de seu pai com Qu Xiangnan, ela guarda rancor contra os alunos de An Yang. Ela inicialmente não gosta de Baicao, mas eventualmente passa a admirar suas habilidades e sua personalidade.
- Zhang Xueying como Li En-xiu

A meia-irmã de Chuyuan. Uma garota de bom coração e inocente que gosta de Tinghao. Ela também é uma excelente atleta de Yuanwudao, a atual melhor jogadora da comunidade feminina de Yuanwudao, conhecida como "Donzela Mestre" e é o modelo de Baicao. Ela gosta de Baicao no momento em que se encontram e comenta suas habilidades notáveis. Ela também é a única pessoa além de Fang Tingyi que não foi derrotada por Baicao e é a única que derrotou Fang Tingyi.
- Sun Lishi como Kim Yishan

O pai de Min-joo e oponente de Qu Xiangnan. É sugerido que ele pode ter usado um método dissimulado para derrotar Qu Xiangnan na época para se tornar campeão mundial de Yuanwudao.
- Jang Tae Hoon como Min Shenghao

Discípulo amado de Yishan. Um cara determinado e correto, que se tornou o vice-campeão do Yuanwudao Youth Champion depois de Tinghao. Ele é próximo de Min-joo e admira En-xiu.
- Li Jiacheng como Min Zai.

### Outros
- Huang Xiaolin como Mei Ling: Uma forte competidora que Baicao derrota em sua primeira partida do Instituto. Ela ficou com raiva por ser derrotada por Baicao, que era apenas faixa branca, mas se torna sua amiga depois que Baicao a respeita gentilmente.
- Ma Chengcheng como Lin Feng: A segunda mais forte concorrente feminina de Yuanwudao na China depois de Tingyi. Ela foi derrotada pelo Baicao nas quartas de final das partidas do Instituto. Ela faz amizade com Baicao após sua derrota e a apoia mais tarde também.
- Yang Xiaodan como a mãe de Xiao Ying: Uma mulher de bom coração, que trata Baicao como sua própria filha.
- Fu Jia como o pai de Xiao Ying
- Ma Ruojing como Pu Dongyuan: A pessoa por trás do incidente de drogas em relação a Qu Xiangnan.
- Li Haohan como Li Yunyue: O Pai de En-xiu, Yin-xiu e Chuyuan.
- Yi Ji como Shen Yuan: Esposa de Qu Xiangnan e irmã de Shen Ning. Ela amava Baicao como sua própria filha e costumava cuidar dela em sua infância. Ela morreu no parto, logo depois que seu marido foi acusado de usar drogas.
- Xu Huiwen como a mãe de Ruo Bai

## Produção
Na 1.ª temporada, Xu Jiao foi originalmente escolhido para interpretar Qi Baicao, mas desistiu devido a problemas físicos e de fala. O papel acabou indo para Hu Bingqing. Esta série também marca a segunda colaboração entre Leo Wu e Jiang Yiyi. As filmagens começaram em abril de 2015 em Changsha e terminaram em julho de 2015.

## Trilha sonora
| N.º | Título                                            | Cantor        | Duração |  |
| 1.  | "Burning Youth (燃烧吧青春)" (Opening theme song) | He Jie        | 03:18   |  |
| 2.  | "That Distance (那个远方)" (Ending theme song)    | Chen Chusheng | 04:36   |  |
| 3.  | "Missing Out (借过)"                              | Yin Ziyue     | 04:05   |  |
| 4.  | "Overjoyed (痛快)"                                | Vanessa Jin   | 03:19   |  |
| 5.  | "Lucky to Meet You (还好遇见你)"                  | Liu Ao        | 04:22   |  |
| 6.  | "Forgot to Hold Your Hand (忘了牵手)"             | Milk Coffee   | 05:17   |  |
| 7.  | "Stars (星星)"                                    | Milk Coffee   | 04:11   |  |
| 8.  | "Fireworks (烟火)"                                | Chen Xiang    | 03:50   |  |

## Recepção
O drama é um sucesso comercial. Ele manteve o primeiro lugar em seu horário durante a transmissão, com uma audiência média de 1,68% (CSM50) e 2,43% (Nationwide), tornando-se um dos dramas chineses mais bem cotados para o ano de 2015. Ele também tem 2 bilhões de visualizações no Manga TV.

## Classificações
| Classificações de estreia da TV China Hunan (CSM50) |                      |                    |                                  |                |
| Episódios                                           | Data de transmissão  | Classificações (%) | Participação do público-alvo (%) | Classificações |
| 1-2                                                 | 7 de julho de 2015   | 1.200              | 5.920                            | 1              |
| 3-4                                                 | 8 de julho de 2015   | 1.159              | 6.189                            | 1              |
| 5-6                                                 | 14 de julho de 2015  | 1.215              | 6.898                            | 1              |
| 7-8                                                 | 15 de julho de 2015  | 1.501              | 8.064                            | 1              |
| 9-10                                                | 21 de julho de 2015  | 1.664              | 8.951                            | 1              |
| 11-12                                               | 22 de julho de 2015  | 1.778              | 9.507                            | 1              |
| 13-14                                               | 28 de julho de 2015  | 1.736              | 9.246                            | 1              |
| 15-16                                               | 29 de julho de 2015  | 1.733              | 9.068                            | 1              |
| 17-18                                               | 4 de agosto de 2015  | 1.725              | 9.129                            | 1              |
| 19-20                                               | 5 de agosto de 2015  | 1.781              | 9.111                            | 1              |
| 21-22                                               | 11 de agosto de 2015 | 1.605              | 8.720                            | 1              |
| 23-24                                               | 12 de agosto de 2015 | 2.000              | 10.089                           | 1              |
| 25-26                                               | 18 de agosto de 2015 | 1.950              | 10.335                           | 1              |
| 27-28                                               | 19 de agosto de 2015 | 2.150              | 10.940                           | 1              |
| 29-30                                               | 25 de agosto de 2015 | 1.879              | 10.022                           | 1              |
| 31-32                                               | 26 de agosto de 2015 | 1.904              | 9.371                            | 1              |

| Classificações nacionais |                      |                    |                                  |                |
| Episódios                | Data de transmissão  | Classificações (%) | Participação do público-alvo (%) | Classificações |
| 1-2                      | 7 de julho de 2015   | 1.58               | 10.30                            | 1              |
| 3-4                      | 8 de julho de 2015   | 1.66               | 10.96                            | 1              |
| 5-6                      | 14 de julho de 2015  | 1.89               | 12.69                            | 1              |
| 7-8                      | 15 de julho de 2015  | 2.19               | 13.79                            | 1              |
| 9-10                     | 21 de julho de 2015  | 2.56               | 16.14                            | 1              |
| 11-12                    | 22 de julho de 2015  | 2.46               | 15.26                            | 1              |
| 13-14                    | 28 de julho de 2015  | 2.44               | 15.02                            | 1              |
| 15-16                    | 29 de julho de 2015  | 2.50               | 15.49                            | 1              |
| 17-18                    | 4 de agosto de 2015  | 2.68               | 16.55                            | 1              |
| 19-20                    | 5 de agosto de 2015  | 2.58               | 15.88                            | 1              |
| 21-22                    | 11 de agosto de 2015 | 2.55               | 16.58                            | 1              |
| 23-24                    | 12 de agosto de 2015 | 2.82               | 17.33                            | 1              |
| 25-26                    | 18 de agosto de 2015 | 2.78               | 17.66                            | 1              |
| 27-28                    | 19 de agosto de 2015 | 2.82               | 17.77                            | 1              |
| 29-30                    | 25 de agosto de 2015 | 2.61               | 17.12                            | 1              |
| 31-32                    | 26 de agosto de 2015 | 2.71               | 16.29                            | 1              |

- As classificações mais altas estão marcadas em vermelho, as classificações mais baixas estão marcadas em azul

## Prêmios
- 28º Golden Eagle Awards - Melhor Série de Televisão[6]
- 22º Huading Awards - Melhor Iniciante (Tan Songyun)

## Transmissão internacional
- 1ª Temporada

| Canal        | Localização       | Data de início da transmissão | Observação                                                                                           |
| ------------ | ----------------- | ----------------------------- | --- |
| Hunan TV     | China continental | 7 de julho de 2015            | Terça, Quarta 22:00 (dois eps)                                                                       |
| Mango TV     | China continental | 7 de julho de 2015            | Terça, quarta à noite (dois eps). 27 de agosto 13:14 (Destaques + filme piloto do segundo trimestre) |
| Home Drama   | Japão             | 9 de dezembro de 2015         | 01:15, 18:00 (repetição)                                                                             |
| Guangdong TV | China, Hong Kong  | 23 de janeiro de 2016         | Todos os dias às 19:30 (dois eps)                                                                    |
| CCTV8        | China continental | 9 de agosto de 2016           | Todos os dias às 13h                                                                                 |

- 2ª Temporada

| Rede(s)/Estação(ões) | Estreia da série      |                                                                                                   | Título                                     |
| -------------------- | --------------------- | ------------------------------------------------------------------------------------------------- | ------------------------------------------ |
| China                | Hunan TV              | 20 de julho a 15 de setembro de 2016 (jovens em andamento quarta-feira, quinta-feira 22:00-00:00) | 旋風少女第二季 ( ; aceso: )                |
| Malásia              | Astro Shuang Xing HD  | 26 de janeiro de 2017 – 13 de março de 2017 (segunda a sexta, das 18h às 19h)                     | 旋风少女2 ( ; aceso: )                     |
| Malásia              | Astro Xi Yue HD       | 23 de abril de 2019- (segunda a sexta 14:00-15:00)                                                | 旋风少女2 ( ; aceso: )                     |
| Tailândia            | Channel 3 Family (13) | 18 de agosto de 2018 - 3 de novembro de 2018 (todos os sábados - domingos, das 16h30 às 18h.)     | สาวน้อยจ้าวพายุ 2 (Tornado Girl) ( ; aceso: ) |

## Sequência
A segunda temporada do drama, The Whirlwind Girl 2, estrelou o ator coreano Ji Chang-wook e An Yuexi.